# سرخرگ خاجی میانی
سرخرگ خاجی میانی (انگلیسی: Median sacral artery) از سطح خلفی آئورت شکمی پیش از محل دوشاخه شدن آن جدا می‌شود، سپس از روی چهارمین و پنجمین مهره کمری می‌گذرد. با گذر از روی پرومنتوریوم ساکروم در خط میانی طی مسیر می‌کند و تا راس استخوان خاجی ادامه پیدا می‌کند.